# Lilja 4-ever
Lilja 4-ever (også Lilya 4-ever) er en dansk-svensk dramafilm fra 2002 af filminstruktør Lukas Moodysson. Filmen er løst baseret på Dangoule Rasalaites liv som sexslave i Sverige og omhandler moderne kvindehandel og tvangsprostitution. Lilja 4-ever var Lukas Moodysson tredje spillefilm, efter kærlighedshistorien i Fucking Åmål og komediefilmen Tillsammans. Den markerede et markant stilskifte for Lukas Moodysson, hvor de to forrige film havde et positivt udsyn, var Lilja 4-ever en ubarmhjertig, nedslående historie.
Filmen er dedikeret til "de millioner af børn rundt omkring i verdenen der bliver udnyttet af sexhandlen."

## Handling
Lilja (spillet af Oksana Akinsjina) er en 16 år gammel pige som bor med sin enlige mor (Ljubov Agapova) i et trøstesløst boligblokkvarter et sted i det tidligere Sovjetunionen. Hendes mor har truffet en mand, som siger at han vil tage dem med til Amerika. Men for Lilja bliver skuffelsen stor, da hun erfarer at moderen og hendes nye mand skal rejse alene til Amerika, og at Lilja først skal følge efter senere.
Lilja efterlades alene tilbage hos sin tante Anna (Lilia Shinkarjova), som imidlertid er mere interesseret i hendes lejlighed end i Lilja selv. Tanten smider Lilja ud af lejligheden, og hun må i stedet flytte til en mindre og forfalden lejlighed uden el og varme. Lilja har ingen penge og må skaffe penge til mad og vejen, og ender hurtigt op i et netværk af prostitution og menneskehandel. Hendes eneste ven er den 14 år gamle dreng Volodja (Artiom Bogucharskij), som selv bliver mishandlet af sin alkoholiserede fader.
En dag møder Lilja Andrej (Pavel Ponomarjov), en ung mand som hun forelsker sig i og som bliver hendes kæreste. Andrej lover hende et nyt og bedre liv i Sverige med arbejde og lejlighed. I Sverige mødes hun af sin fremtidige "arbejdsgiver" (som i virkeligheden er alfons).
Han tager hende til en tom lejlighed, hvor hun bliver indespærret. Lilja bliver voldtaget af alfonsen og tvunget til at prostituere sig.
I mellemtiden har Liljas ven Volodja begået selvmord i sorg over at blive ladt alene tilbage uden Lilja. Hans genfærd besøger juleaften Lilja i Sverige. Efter et flugtforsøg bliver Lilja brutalt gennembanket af alfonsen. Volodjas genfærd hjælper hende til at flygte en anden gang hvorefter hun begår selvmord ved kaste sig ud fra en motorvejsbro. I døden bliver Lilja og Volodja genforenet.

## Om filmen
| „ | Det skulle have været en film om Guds godhed, men virkeligheden trængte sig på, og så blev det noget andet. | “ |
|   | — Lukas Moodysson                                                                                           |   |

Filmen tager udgangspunkt i en ikke-navngiven republik i det tidligere Sovjetunionen. De 'sovjetiske' scener er indspillet i Tallinn og Paldiski i Estland. De svenske scener er indspillet i Malmø og Trollhättan.
På trods af filmens fortvivlede handling insisterer Moodysson på, at den omhandler Guds magt og menneskets evne til at holde fast på optimismen gennem selv den mest håbløse modgang.
Den svenske regering har gjort filmen gratis tilgængelig for alle NGOer i Rusland, så længe de anvender den i undervisningsøjemed og den har været vist i en række østeuropæiske lande i et forsøg på at bekæmpe menneskehandel med kvinder. I Moldavien, der er et land hårdt ramt af menneskehandel, har International Organization for Migration vist den for 60.000 mennesker.

## Kuriosum
Lukas Moodysson og Oksana Akinshina kunne kun tale sammen gennem en tolk, eftersom Moodysson ikke kunne russisk og Akinshina ikke kunne svensk eller engelsk.

## Rolleliste
| Skuespiller           | Rolle      |
| --------------------- | ---------- |
| Oksana Akinsjina      | Lilja      |
| Artiom Bogucharskij   | Volodya    |
| Ljubov Agapova        | Liljas mor |
| Liliya Shinkaryova    | Tante Anna |
| Elina Benenson        | Natasha    |
| Pavel Ponomarjov      | Andrej     |
| Tomasz Neuman         | Witek      |
| Anastasiya Bedredinov | Nabo       |

## Soundtrack
1. Rammstein – Mein Herz brennt (film-remix)
2. Via Gra – Bomba
3. Fläskkvartetten – O virtus sapientie
4. Nathan Larson – The bridge
5. Double N – The ride
6. Valeria – Taju
7. Antiloop – Only U
8. French Affair – Sexy
9. Antiloop – Let your body free
10. Valeria – Ne obischai menja
11. Valeria – Ne obmanyvai
12. Maarja – All the love you needed
13. Alphaville – Forever young 2001 (F.A.F. mix)
14. T.a.T.u – Nas ne dogonjat
15. Lambretta – Piece of my heart
16. Da Buzz – Wanna be with me
17. Blanka – I smell of you
18. Vivaldi – Al santo sepolcro
19. Rammstein – Mein Herz brennt

## Priser og udmærkelser

### Vundet
Guldbagge (2003)
- I kategorien Bedste kvindelige hovedrolle til Oksana Akinshina
- I kategorien Bedste fotografering til Ulf Brantås
- I kategorien Bedste instruktør til Lukas Moodysson
- I kategorien Bedste film til Lars Jönsson
- I kategorien Bedste manuskript til Lukas Moodysson

Rouen nordiske filmfestival (2003)
- I kategorien Bedste skuespillerinde til Oksana Akinshina
- I kategorien De unges valg til Lukas Moodysson

Gijóns internationale filmfestival (2003)
- I kategorien Bedste skuespillerinde til Oksana Akinshina
- I kategorien Grand Prix Asturias til Lukas Moodysson
- I kategorien Ungdomsjuryens specialpris  til Lukas Moodysson

Stockholms filmfestival (2002)
- Oksana Akinshina
- Lukas Moodysson

### Nomineret
Robert (2003)
- I kategorien Årets ikke-amerikanske film

Guldbagge (2003)
- I kategorien Bedste mandlige hovedrolle til Oksana Akinshina

Nordisk Råds Filmpris (2002)
- Lukas Moodysson
- Lars Jönsson

Den Europæiske filmpris (2002)
- I kategorien Bedste skuespillerinde til Oksana Akinshina
- I kategorien Bedste film til Lars Jönsson

Chlotrudis Awards (2004)
- I kategorien Bedste film
- I kategorien Bedste skuespillerinde til Oksana Akinshina
- I kategorien Bedste instruktør til Lukas Moodysson
- I kategorien Bedste birolle til Artiom Bogucharskij

### Anmeldelser
- Anmeldese i Berlingske
- Anmeldese i CinemaOnline
- Anmeldelse i Urban Arkiveret 9. juli 2007 hos  Wayback Machine
- Anmeldese i Varity (engelsk)

### Videoer
- Trailer (Webside ikke længere tilgængelig)
- Trailer (Webside ikke længere tilgængelig)
- Trailer (Webside ikke længere tilgængelig)
- Rammstein musikvideo til Mein herz brennt / Lilja 4-ever
- t.A.T.u. musikvideo Nas ne dogonjat / Lilja 4-ever
- Scene fra Lilja 4-ever
- Scene fra Lilja 4-ever